# Lankesteria elegans
Lankesteria elegans là một loài thực vật có hoa trong họ Ô rô. Loài này được (P. Beauv.) T. Anderson mô tả khoa học đầu tiên năm 1863.